# سوفی هریس
سوفی هریس (انگلیسی: Sophie Harris؛ زادهٔ ۲۵ اوت ۱۹۹۴) بازیکن فوتبال اهل انگلستان است که در پست دروازه‌بان برای واتفورد از مسابقات قهرمانی فوتبال زنان انگلستان بازی می‌کند.